# Калабатине
Калаба́тине (в минулому у вжитку була німецька назва  — Розенгайм)  — село в Україні, у Березанській селищній громаді Миколаївського району Миколаївської області. Населення становить 204 особи.

## Постаті
- Пуцулай Ян Георгійович (1996—2018) — солдат Збройних сил України, учасник російсько-української війни.